# Salah Amaidan
Salah Hmatou Amaidan (El Aaiún , 1982) es un atleta saharaui, especialista en pruebas de larga distancia y campo traviesa, subcampeón de África en 5.000 metros en 1999.

## Biografía
Salah Amaidan nació en El Aaiún (Sáhara Occidental) después de la ocupación marroquí. Entrenó en Rabat desde 1997 a 2003. Fue 15 veces campeón consecutivo de Sáhara Occidental de 1993 a 2002 tanto en cross como en asfalto y 3 veces campeón de cross de Marruecos (1996, 1997 y 1999). En 1999 fue subcampeón de África de 5.000.
Hasta entonces, Amaidan siempre había competido bajo bandera marroquí, pero en 2003, durante una carrera que ganó en Agde (Francia), recorrió los últimos doscientos metros portando la bandera saharaui; después, pidió asilo político. Con ese gesto, las autoridades marroquíes tienen vetada su presencia en los territorios ocupados saharauis. Reside en Francia y, aunque viaja con pasaporte francés, no puede participar en competiciones internacionales de selecciones como los juegos olímpicos porque la IAAF solo le reconoce como atleta marroquí.
En 2013 Saeed Taji Farouky rodó un documental sobre Salah Amaidan titulando The Runner.
Su hermana es la también atleta Laila Amaidan.